# Johann Christian Kundmann

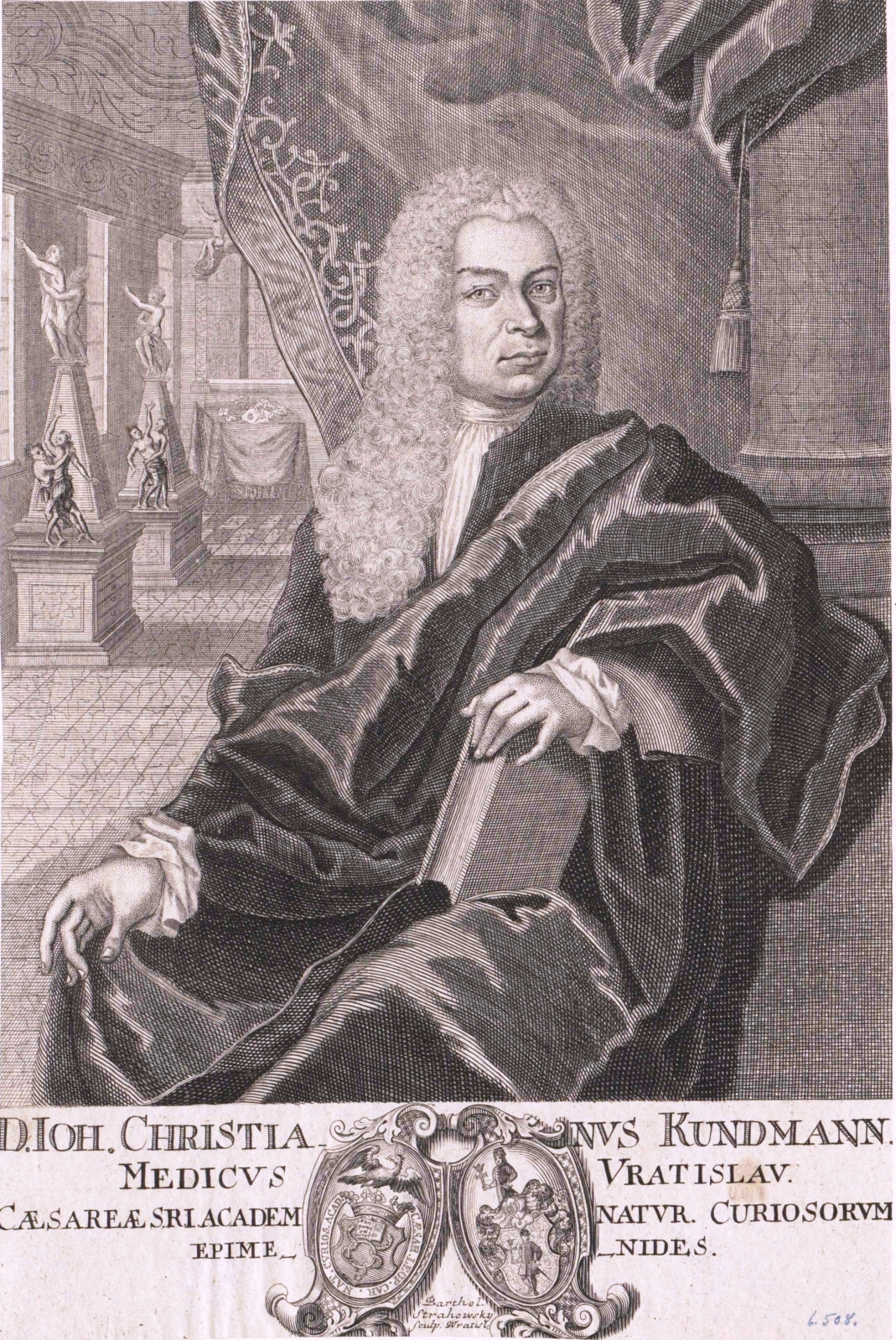
Johann Christian Kundmann, Stich von Bartholomäus Strahowsky

Johann Christian Kundmann (* 26. Oktober 1684 in Breslau; † 11. Mai 1751 daselbst) war ein deutscher Mediziner, Numismatiker, Sammler und Buchautor sowie ein Pionier der Medizinalstatistik.

## Leben
Kundmann studierte von 1704 bis 1707 in Frankfurt an der Oder und Halle Medizin. 1708 promovierte er und beendete danach seine Studien mit einer Studienreise durch Deutschland und Belgien.
Er praktizierte im schlesischen Breslau als Arzt und arbeitete gleichzeitig an einer der ersten medizinischen und naturwissenschaftlichen Zeitschriften, Johann Kanolds Sammlung von Natur- und Medicin- sowie auch dazugehöriger Kunst- und Litteratur-Geschichten (1717), mit. Am 2. Februar 1727 wurde er mit dem akademischen Beinamen Epimenides als Mitglied (Matrikel-Nr. 396) in die Leopoldina aufgenommen.
Neben seinem eigentlichen Beruf war er leidenschaftlicher Sammler von Münzen, Natur- und Kunstgegenständen und begründete ein Naturalienkabinett, dessen Katalog er 1737 herausgab.
Seine detaillierte Schilderung des Ablaufs und der soziologischen Folgen des gewaltigen Sommer-Hochwassers der Oder von 1736 in Schlesien und insbesondere in Breslau in dem 1742 in Leipzig erschienenen Buch Die Heimsuchungen Gottes in Zorn und Gnade über das Herzogthum Schlesien ist eine wichtige historische Quelle.

## Schriften (Auswahl)
- Die Hohen und Niedern Schulen Teutschlandes, Insonderheit des Herzogthums Schlesiens. Breslau 1741 (online)
- Anmerckungen über die Heuschrecken in Schlesien von dem Jahre 1748. Breslau o. J. (online)